# Zygogramma exclamationis
Zygogramma exclamationis är en skalbaggsart som först beskrevs av Fabricius 1798.  Zygogramma exclamationis ingår i släktet Zygogramma och familjen bladbaggar. Inga underarter finns listade i Catalogue of Life.